# Брисов
Брисов (њем. Brüssow) град је у њемачкој савезној држави Бранденбург. Једно је од 34 општинска средишта округа Укермарк. Према процјени из 2010. у граду је живјело 2.157 становника. Посједује регионалну шифру (AGS) 12073085.

## Географски и демографски подаци
Брисов се налази у савезној држави Бранденбург у округу Укермарк. Град се налази на надморској висини од 55 метара. Површина општине износи 101,0 km². У самом граду је, према процјени из 2010. године, живјело 2.157 становника. Просјечна густина становништва износи 21 становника/km².

## Међународна сарадња
| Мјесто | Држава | Врста сарадње | Од    |
| ------ | ------ | ------------- | ----- |
|        | Пољска | партнерство   | 1995. |
| Извор  |        |               |       |